# 埃爾帕爾默 (玻利瓦爾州)

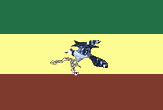

埃爾帕爾默（西班牙語：El Palmar），是委內瑞拉的城鎮，位於該國西部玻利瓦爾州，是帕德雷佩德羅奇市的首府，始建於十八世紀，海拔高度260米，每年平均降雨量1,400毫米。